# Friedrich Schleiermacher
Friedrich Daniel Ernst Schleiermacher, född 21 november 1768 i Breslau, död 12 februari 1834 i Berlin, var en tysk protestantisk teolog och filosof.

## Biografi
Schleiermacher tillhörde romantikernas krets. Till skillnad från upplysningens rationella religionsfilosofi förlade han religionen till känslan; religionens väsen är "sinne och smak för det oändliga". Kristendomen har enligt honom uppgiften att förlossa människan från den "syndfulla ändligheten". 
Schleiermacher verkade först som predikant, bland annat på Charité-sjukhuset i Berlin, men blev senare professor i Halle och Berlin. Där utvecklade han en lära som utgår från det "fromma självmedvetandet" och härleder religionen från människan. Kristus är "människan i sig", den gudomliga idén om människan, från vilken nåden och frälsningen utgår. 
Tron och den inre kärleken skall enligt Schleiermacher vara handlandets drivkrafter. I denna anda engagerade han sig för kyrkans frihet gentemot furstarna. Han omdefinierade vidare dogmatikens uppgift genom att relativisera den historiskt. Den skall inte leda till tro, utan utveckla de troendes förståelse av trons innehåll inom en historisk epok. Hans lära om tron och hans etik och hermeneutik har haft långtgående efterverkningar.

## Eftermäle
Asteroiden 12694 Schleiermacher är uppkallad efter honom.